# Pelu Taele-Pavihi

Pelu Taele-Pavihi (Dunedin, 28 de septiembre de 1981) es un jugador de rugby con doble nacionalidad (neozelandesa y samoana), que juega como Segunda línea. Actualmente lo hace para el club Aviron Bayonnais de la Pro D2.

## Carrera
Taele-Pavihi comenzó su carrera profesional en 2004 de la mano del equipo de su localidad Dunedin (Nueva Zelanda), los Highlanders (rugby). En Highlanders no tuvo muchas oportunidades, ya que en dos años apenas consigue tener un par de presencias en partidos oficiales, lo cual le lleva a tomar la maleta rumbo a Europa y fichar de la mano de Leeds Tykes en la temporada 2006/07. En Leeds consigue jugar de manera regular, y en la temporada 2007/08 ficha por el club italiano Crociati Rugby, permaneciendo dos temporadas y haciendo un trabajo sobresaliente, lo cual llama la atención de algunos clubs del poderoso top 14, y finalmente firma un contrato con uno de los aspirantes al título: el Biarritz Olympique.
Con el club vasco, Taele-Pavihi consigue llegar a la final de la Heineken Cup en la temporada 2009-2010, la cual perdió contra Stade Toulousain por el resultado de 21-19. En la temporada 2011/12 se proclama campeón de la Amlin Cup al vencer por 21-18 a RC Toulon en la final disputada en Twickenham.
En 2014, Biarritz Olympique pierde la categoría y Taele-Pavihi decide fichar por los vecinos del Aviron Bayonnais Esa misma temporada el Aviron desciende a Pro D2.

## Selección nacional
En 2005 fue seleccionado por primera vez con Samoa para formar parte del equipo que jugaría el Campeonato de las cinco naciones del Pacífico, haciendo su debut contra Nueva Zelanda donde perdieron con un resultado de 12-56 y donde Taele-Pavihi fue titular. Taele-Pavihi ha jugado siete veces con el equipo nacional, todos ellos en torneos de la copa de naciones del pacífico.

## Palmarés y distinciones notables
- Campeón Play off ascenso Pro D2 2015-2016 (Aviron Bayonnais)